# Gouvernement Pelloux II
Royaume d'Italie
Pelloux I Saracco
Le gouvernement Pelloux II (Governo Pelloux II, en italien) est le gouvernement du royaume d'Italie entre le 14 mai 1899 et le 24 juin 1900, durant la XXe législature.

## Composition
Composition du gouvernement
| Parti | Parti             | Idéologie     | Leader                     |
| ----- | ----------------- | ------------- | -------------------------- |
|       | Gauche historique | Libéralisme   | Giovanni Giolitti          |
|       | Droite historique | Conservatisme | Antonio Starabba di Rudinì |

Listes des ministres
| Poste                                                    | Nom                            | Parti | Parti             | Terme       |  |
| -------------------------------------------------------- | ------------------------------ | ----- | ----------------- | ----------- |  |
| Président du conseil des ministres                       | Luigi Pelloux                  |       | Militaire         | (1899–1900) |  |
|                                                          |                                |       |                   |             |  |
| Ministre de l'Intérieur                                  | Luigi Pelloux                  |       | Militaire         | (1899–1900) |  |
| Ministre des Affaires étrangères                         | Emilio Visconti Venosta        |       | Droite historique | (1899–1900) |  |
| Ministre de la Grâce et de la Justice                    | Adeodato Bonasi                |       | Droite historique | (1899–1900) |  |
| Ministre des Finances                                    | Pietro Carmine                 |       | Droite historique | (1899–1900) |  |
| Ministre du Trésor                                       | Paolo Boselli                  |       | Droite historique | (1899–1900) |  |
| Ministre de la Guerre                                    | Giuseppe Mirri                 |       | Militaire         | (1899–1900) |  |
| Ministre de la Guerre                                    | Luigi Pelloux                  |       | Militaire         | (1900–1900) |  |
| Ministre de la Guerre                                    | Coriolano Ponza di San Martino |       | Militaire         | (1900–1900) |  |
| Ministre de la Marine                                    | Giovanni Bettolo               |       | Militaire         | (1899–1900) |  |
| Ministre de l'agriculture, de l'industrie et du commerce | Antonio Salandra               |       | Droite historique | (1899–1900) |  |
| Ministre des Travaux publics                             | Pietro Lacava                  |       | Gauche historique | (1899–1900) |  |
| Ministre de l'Éducation publique                         | Guido Baccelli                 |       | Gauche historique | (1899–1900) |  |
| Ministre des Postes et Télégraphes                       | Antonino Paternò-Castello      |       | Droite historique | (1899–1900) |  |